# Too Many Zooz
Too Many Zooz je americká hudební skupina se sídlem v New Yorku City v New Yorku, sestávající z Leo Pellegrina (barytonový saxofon), Matta „Doe“ Muirheada (trumpeta) a Davida „King of Sludge“ Parkse (bicí).

## Formace a proslavení
Pellegrino a Muirhead se setkali na Manhattan School of Music, kde studovali. Pellegrino a Parks hráli spolu v Drumadics, místní busking kapele. Trio se spojilo v polovině roku 2013 a začalo spolu hrát v srpnu na různých stanicích newyorského metra v jejich samodefinovaném žánru – brass house (kombinace jazzu, afrokubánských rytmů, funk, EDM a house music).
Proslavili se v březnu 2014 díky videu, které nahrál na server YouTube jeden z kolemjdoucích, který je slyšel hrát na stanici Union Square.

## Koncerty a nahrávky
V lednu 2014 nahráli EP nazvané F NOTE, které potom prodávali na svých buskingových představeních. Kapela nahrála další tři EP, následovalo jejich první studiové album plné délky Subway Gawdz, vydané 27. června 2016, které získalo smíšené a pozitivní recenze.
Do ledna 2015 byla kapela rezervována na turné v divadlech a malých klubech po celých Spojených státech. Pokračují v hraní na cestách. 2. listopadu 2016 doprovázeli Beyoncé při jejím televizním vystoupení na CMA Awards v Nashville.
Jejich píseň „Warriors“ z alba Subway Gawdz hrála v říjnu 2017 v reklamě Google na chytrý telefon Pixel 2. „Warriors“ hrála také během přehlídky vlajky při velkém finále Eurovision Song Contest 2018. „Brnx Bmbr“ je součástí reklamy KFC pro Triple Grab N Go. "Get Busy", je také uveden v počátečních titulcích filmu The Package od Netflixu.

## Hudební videa
- Bedford: (29. června 2017) Na videu skupina hraje v New Yorku na stanici Union Square Station v 3:33 ráno.[10]
- Car Alarm: (26. září 2018) Hudební video k písni Car Alarm bylo natočeno na vrcholu supermarketu ve Philadelphii na 11. ulici. Video ukazuje na pozadí panorama města. Na videu hraje kapela spolu se spuštěným automobilovým alarmem.
- Trundle Manor: (31. října 2018) Halloweenové video, natočeno v Trundle Manor v Pittsburghu v Pensylvánii.

## Diskografie
- F NOTE (EP) (19. ledna 2014)
- Fanimals (EP) (6. září 2014) [11]
- Brasshouse Volume 1: Survival of the Flyest (EP) (21. listopadu 2014)
- Internet (EP) (1. května 2015)
- Metro Gawdz (LP) (27. června 2016)
- A Very Too Many Zooz Xmas (EP) (19. prosince 2018)